# Frauen regier'n die Welt
Frauen regier'n die Welt ("As mulheres comandam o mundo") foi a canção que representou a Alemanha no Festival Eurovisão da Canção 2005 que teve lugar em Helsínquia, capital da Finlândia, em 12 de maio desse ano.
A referida canção foi interpretada em alemão e inglês por Roger Cicero. Na final foi a décima-sexta canção a ser interpretada na noite do festival, a seguir à canção da Rússia "Song #1" e antes da canção da Sérvia "Molitva". Terminou a competição em 19.º lugar e recebeu 49 pontos. 